# Олександрівське подвір'я (Єрусалим)
Олександрівське подвір'я — історична будівля у Старому місті Єрусалима, розташоване приблизно за 70 метрів від Храму Гробу Господнього. Являє собою археологічний і архітектурний комплекс, що включає в себе Поріг Судних Воріт, храм Олександра Невського, археологічні розкопки, невеликий музей та інші визначні пам'ятки. Збудований Імператорським православним палестинським товариством у 1896 році.

## Історія
Олександрівське подвір’я в Старому місті Єрусалима було засноване наприкінці XIX століття з ініціативи Імператорського православного палестинського товариства, утвореного в Російській імперії з метою підтримки православної присутності на Святій землі. Земельну ділянку неподалік Храму Гробу Господнього було придбано у коптського духовенства в 1859 році, а у 1896 році на ній збудовано паломницьке подвір’я, назване на честь князя Олександра Невського. 
1881 року після паломницької поїздки на Святу землю Сергія Олександровича на ділянці почалися великі археологічні розкопки під керівництвом архімандрита Антоніна, оскільки виявилося, що на ділянці збереглося безліч старожитностей. Під час археологічних розкопок на території подвір’я було виявлено унікальні залишки давньоримських споруд, зокрема фрагмент стародавньої брами, яку ототожнюють із «Судними вратами», через які, за переданням, Ісус Христос ішов на Голгофу. Ці знахідки надали особливого значення подвір’ю в очах паломників та дослідників.
Після Жовтневої революції 1917 року і розпаду Російської імперії подвір’я залишалося в користуванні Російської духовної місії в Єрусалимі, яка на той час перебувала під юрисдикцією Російської православної церкви за кордоном. У другій половині XX століття власність на комплекс стала предметом суперечок між різними релігійними та політичними структурами, зокрема між РПЦ, ІППТ та державними органами Ізраїлю.
У XXI столітті тривають судові та дипломатичні дискусії щодо юридичного статусу Олександрівського подвір’я. Попри це, комплекс залишається відкритим для паломників і відомий своєю активною духовною діяльністю. Зокрема, станом на 2020–2025 роки у подвір’ї несуть служіння монахині українського походження, а сама обитель виконує не лише релігійну, а й культурно-історичну функцію.

## Опис
Основною реліквією подвір'я є Поріг Судних Воріт - поріг від міських воріт, через які пройшов Ісус Христос дорогою на Голгофу. Значущими артефактами є частина колони базиліки Воскресіння Господнього часів правління Костянтина Великого, і частина скелі з околиць Єрусалима, встановлена безпосередньо за Порогом Судних Воріт. Поруч із Порогом Судних воріт встановлено 23 чорні мармурові дошки з іменами благодійників храму.
Впритул до церкви розташований музей, де зберігаються невеликі предмети, виявлені під час розкопок: підвісні світильники, різноманітні хрести, мініатюрні скляні посудини, свічники і дверні замки з левовими головами, арабські монети і нічники давньоєврейської форми.
На першому поверсі подвір'я розташована приймальня кімната, звана «царською». На другому поверсі розташовані кімнати священнослужителів, бібліотека та архів. На терасі, яка розташована біля храму з південного заходу, розташовані загальні палати для розміщення паломників.

## Галерея

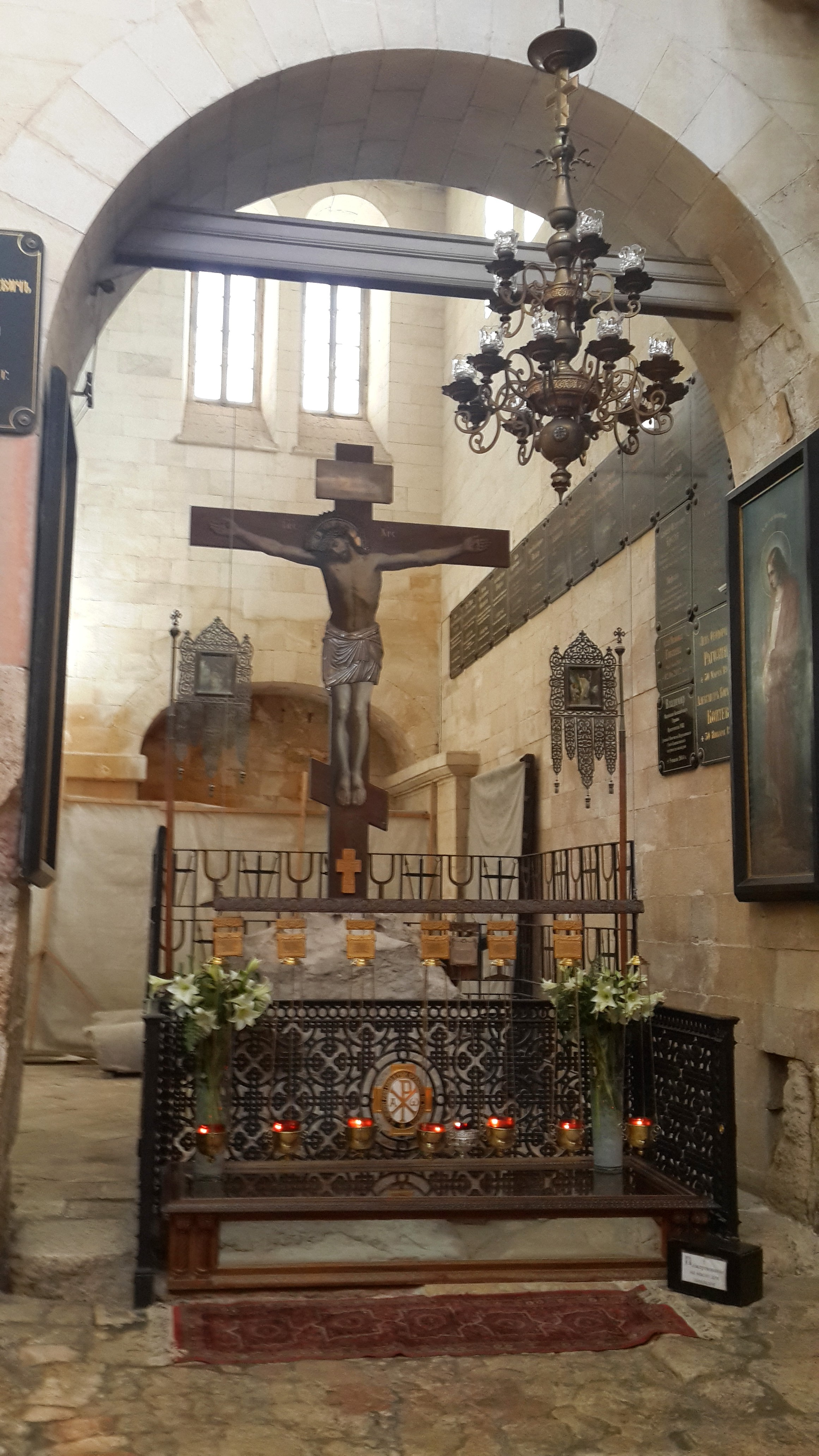
Поріг Судних Врат
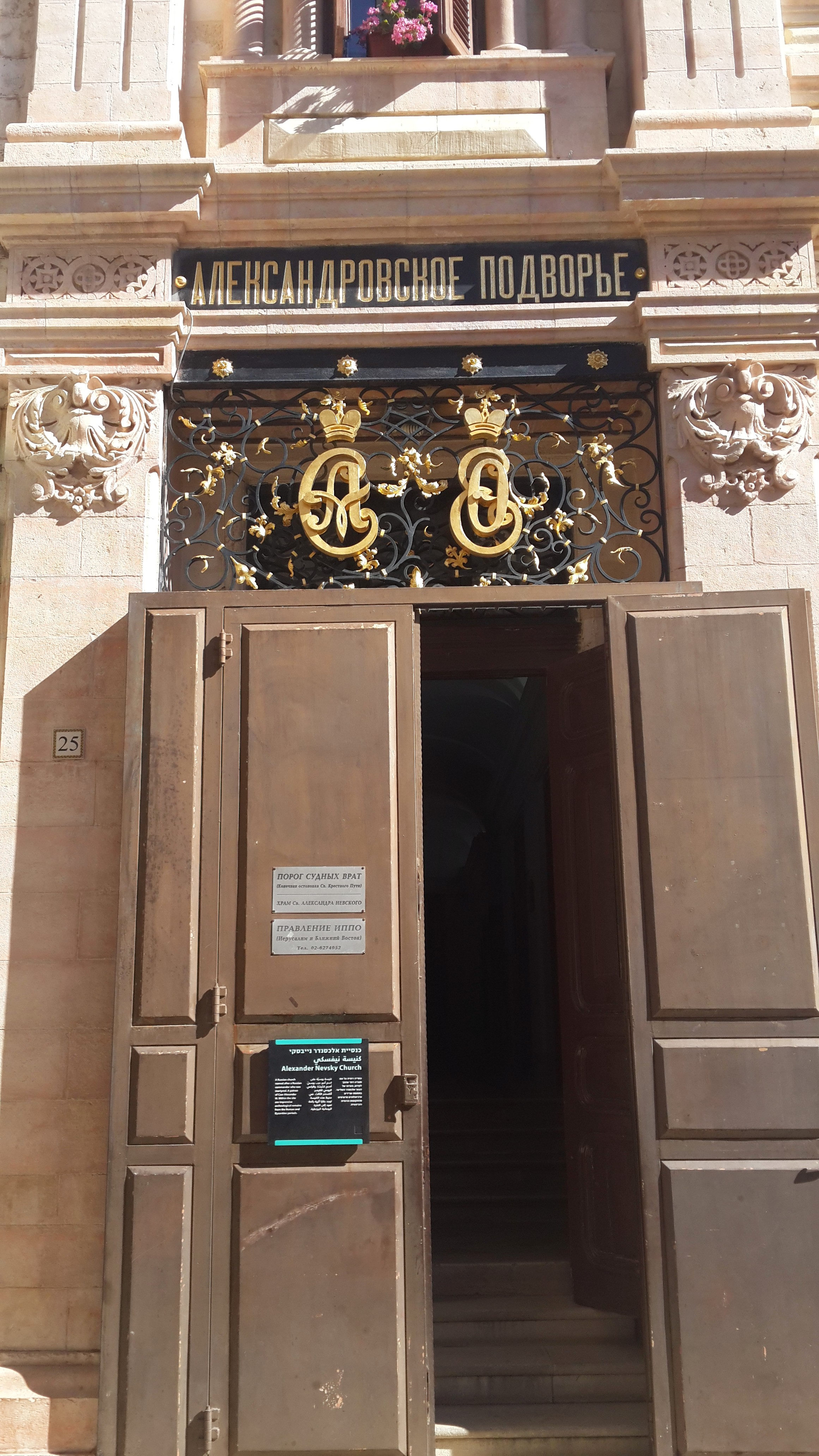
Вхід